# Groesbeek
Ne doit pas être confondu avec Groesbeck.
Groesbeek est un village néerlandais situé dans la commune de Berg en Dal, en province de Gueldre. Commune indépendante jusqu'en 2015 à la frontière entre l'Allemagne et les Pays-Bas, il compte 16 725 habitants lors du recensement de 2019.

## Histoire

### Temps anciens

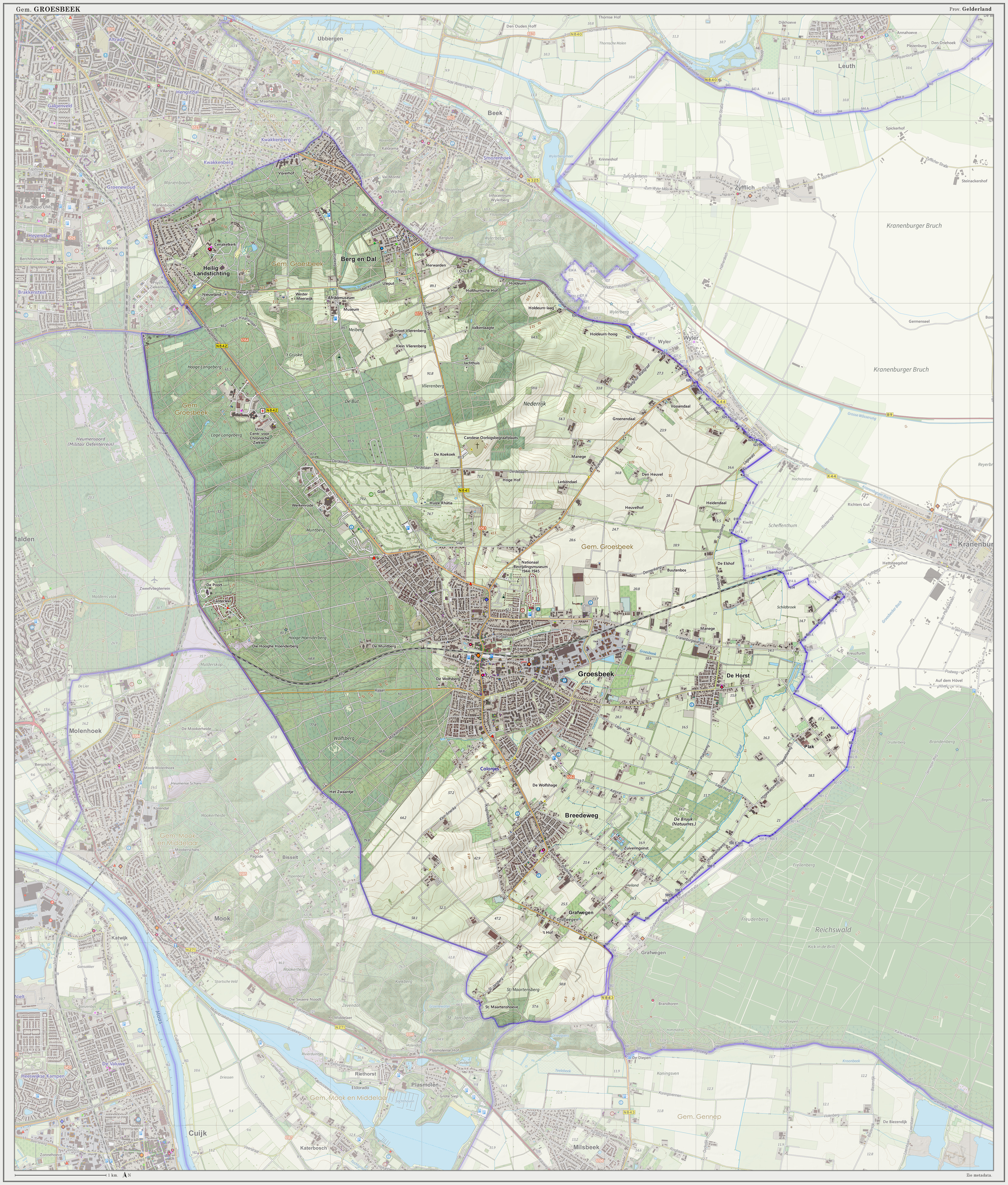
Carte topographique de Groesbeek (2014).

Des fouilles montrent que Groesbeek est habitée dès l'époque romaine. La villa Gronspech est de 1040 à 1699 une possession des seigneurs de Groesbeek. En 1990, des travaux d'aménagement de la Hoflaan mettent au jour des vestiges de l'ancien château féodal de Groesbeek.
En 1865, la ligne de chemin de fer de Nimègue à Clèves, aujourd'hui désaffectée, est construite. Groesbeek est un village agricole assez pauvre et on y exerce des professions très spécifiques comme cueilleurs de bleuets et lieurs de balais. En 1905 une laiterie coopérative est construite, bientôt remplacé par plusieurs petites usines au profit de l'emploi local. Pourtant, la plupart des résidents dépendent encore d'emplois ailleurs dans la région.

### Seconde Guerre mondiale
Pendant la Seconde Guerre mondiale, le 17 septembre 1944, dans le cadre de l'opération Market Garden des milliers de parachutistes atterrissent à Groesbeek. Le but principal de la 82e division aéroportée des États-Unis au cours de cette journée est d'occuper les hauteurs de Groesbeek et de créer ainsi une position de blocage afin de prévenir d'une attaque et d'empêcher les observateurs allemands de guider les tirs de l'artillerie.
L'opération Market Garden échoue, ce qui retarde la fin de la guerre de septembre 1944 à mai 1945. Le 8 février 1945, Groesbeek est dans la ligne de front et souffre ainsi d'une dévastation sévère. Plus de 2 000 soldats sont enterrés au cimetière militaire canadien de Groesbeek, ouvert le 4 mai 1947, où sont rassemblés les corps de soldats morts dans la région frontalière du côté de l'Allemagne dont il ne fallait pas qu'ils restent en territoire ennemi.
À côté du cimetière se trouve le musée de la Liberté — Musée National de la Libération 1944-1945 jusqu'en 2019 — retraçant l'opération Market Garden et les épisodes de la Liberation Route. Deux autres musées se trouvent à Groesbeek : le Museumpark orientalis Heilig Landstichting et l'Afrika Museum.

### Époque contemporaine
La commune de Groesbeek fusionne le 1er janvier 2015 avec Millingen aan de Rijn et Ubbergen pour former une nouvelle commune, nommée provisoirement du 1er janvier 2015 au 31 décembre 2015 Groesbeek et qui est nommée depuis le 1er janvier 2016 Berg en Dal. Le village de Groesbeek accueille le nouvel hôtel de ville de la commune de Berg en Dal.

## Galerie

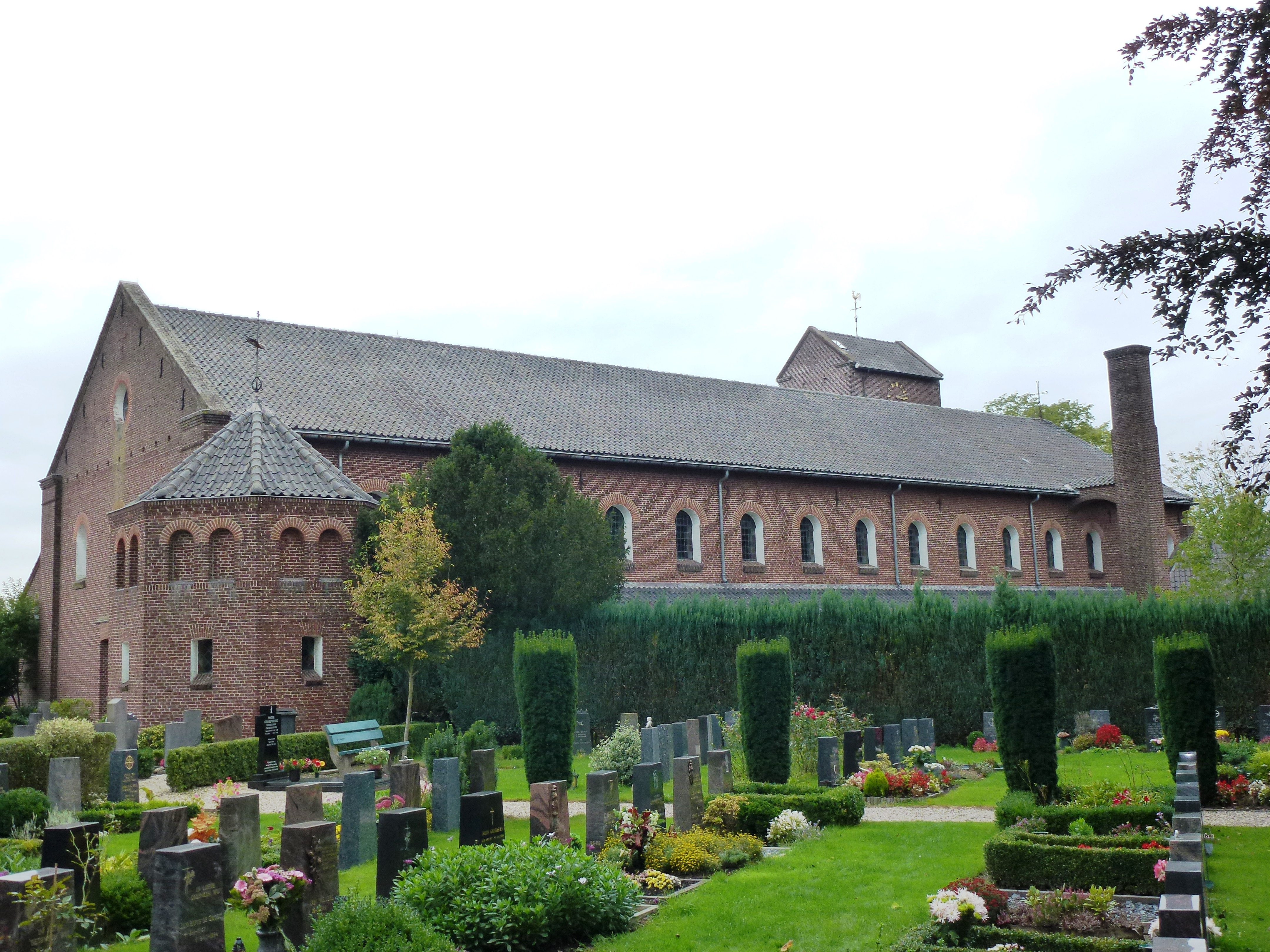
Eglise Saint-Antoine de Padoue, datant de 1949.
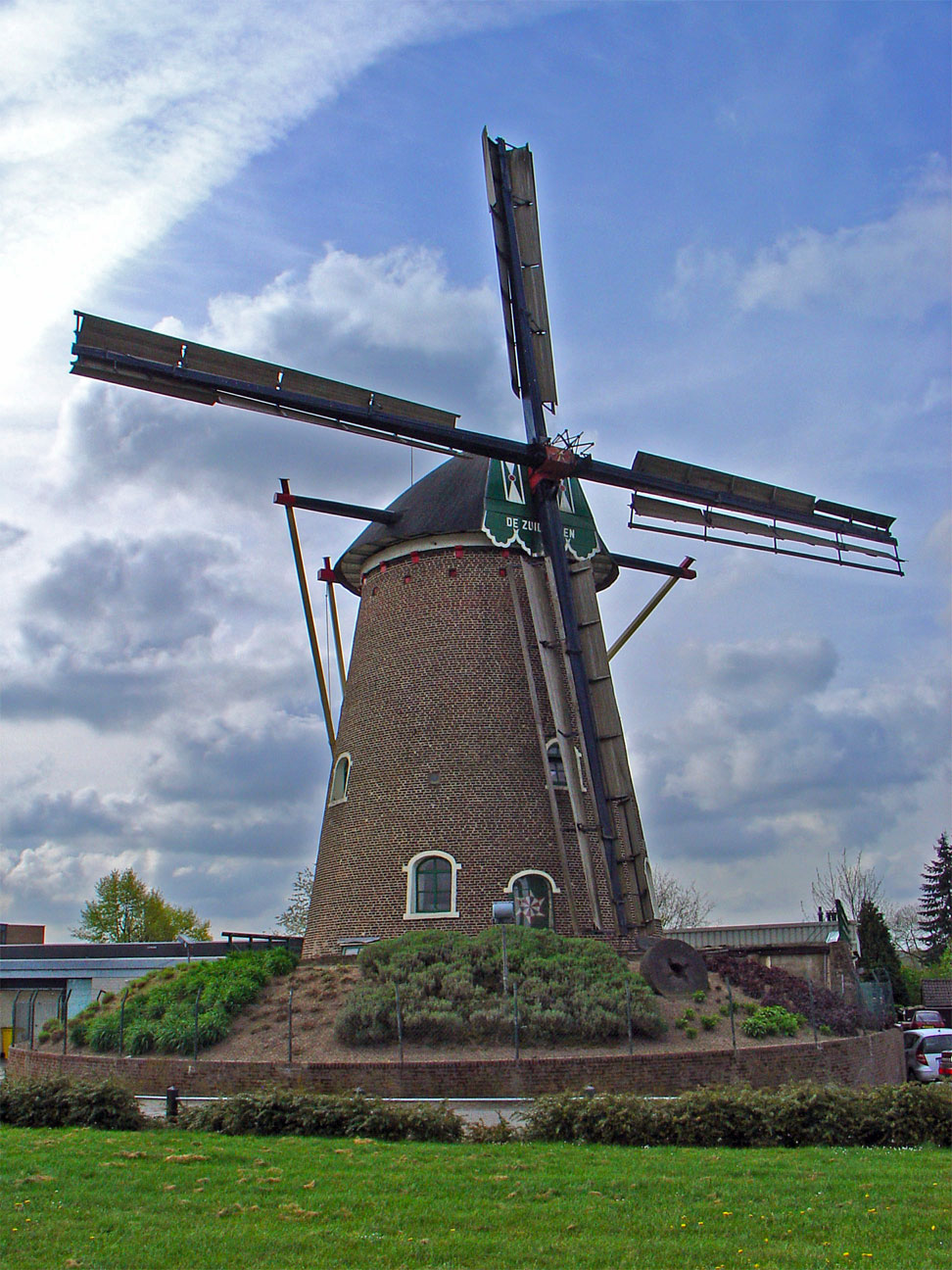
Zuidmolen.
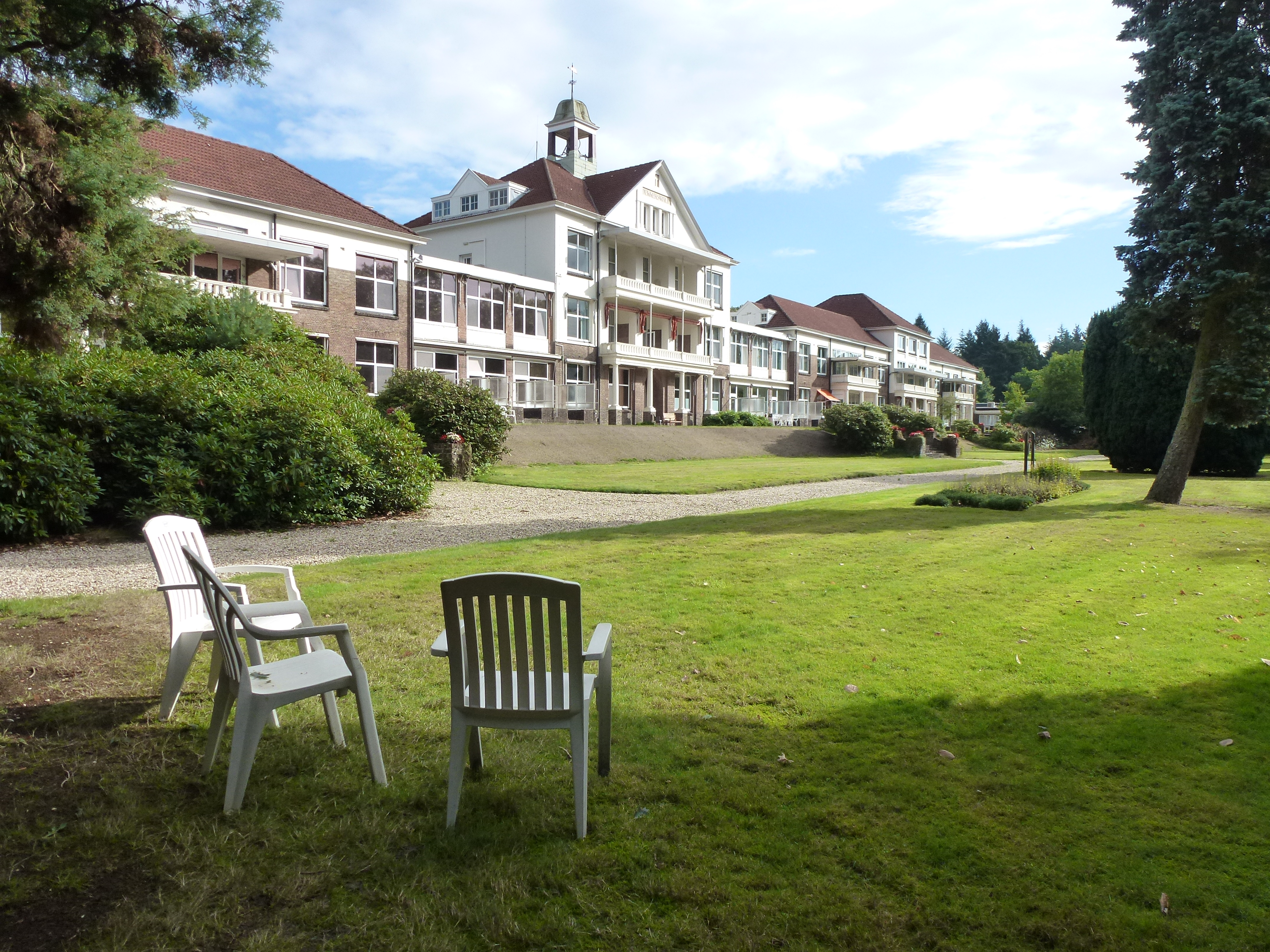
Centre medical Dekkerswald.
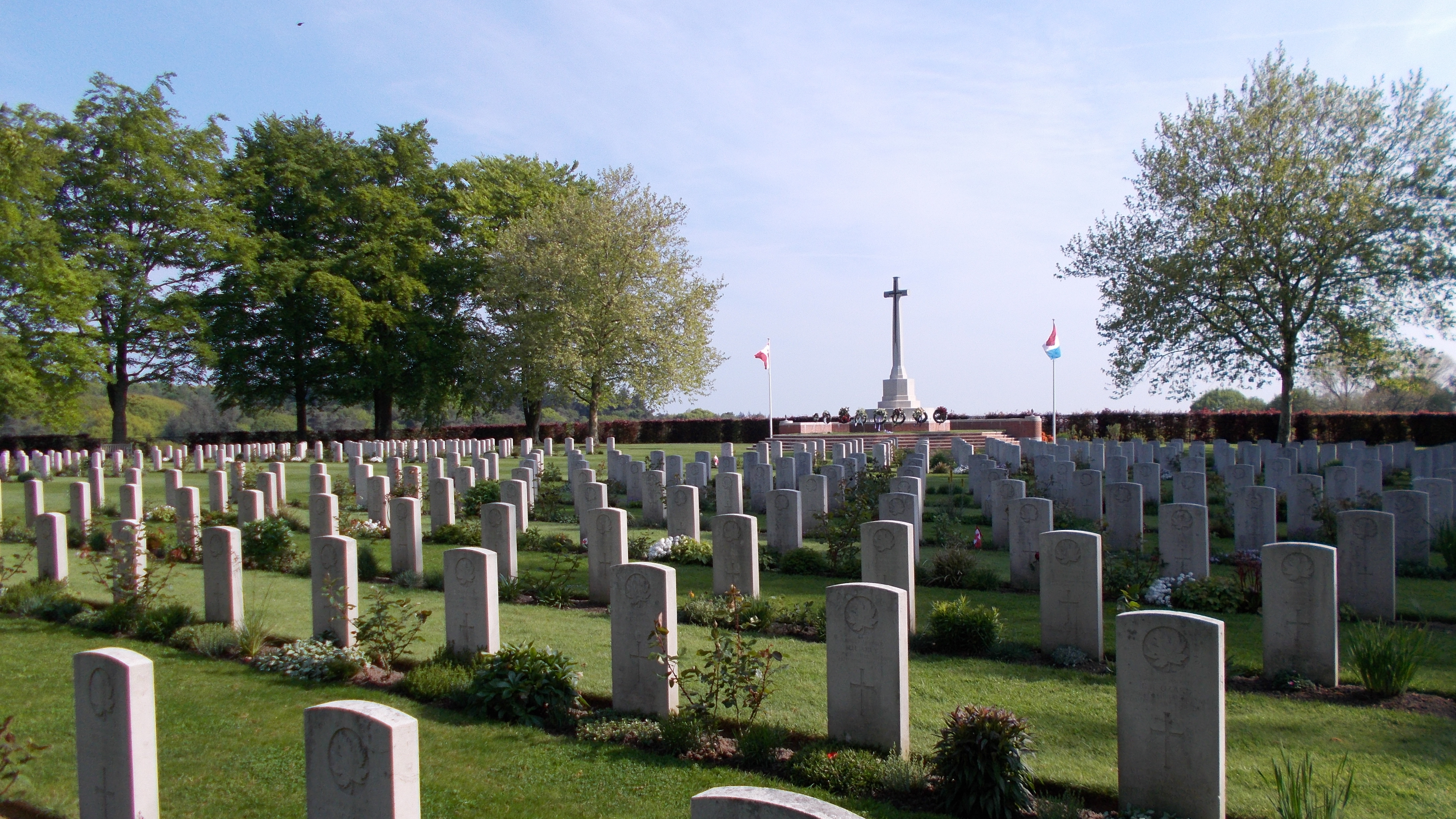
Cimetière militaire canadien de Groesbeek.
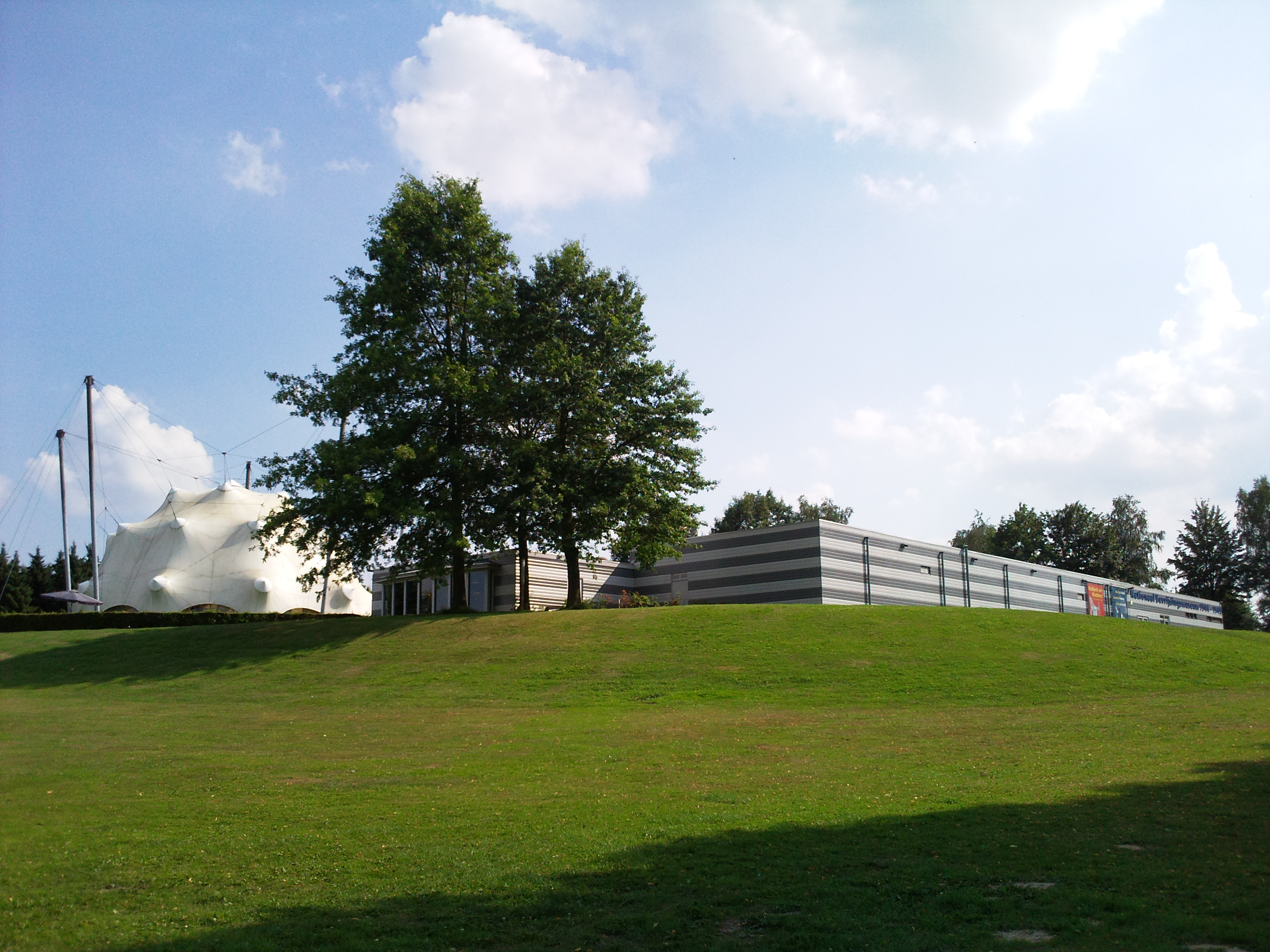
Musée de la Liberté.
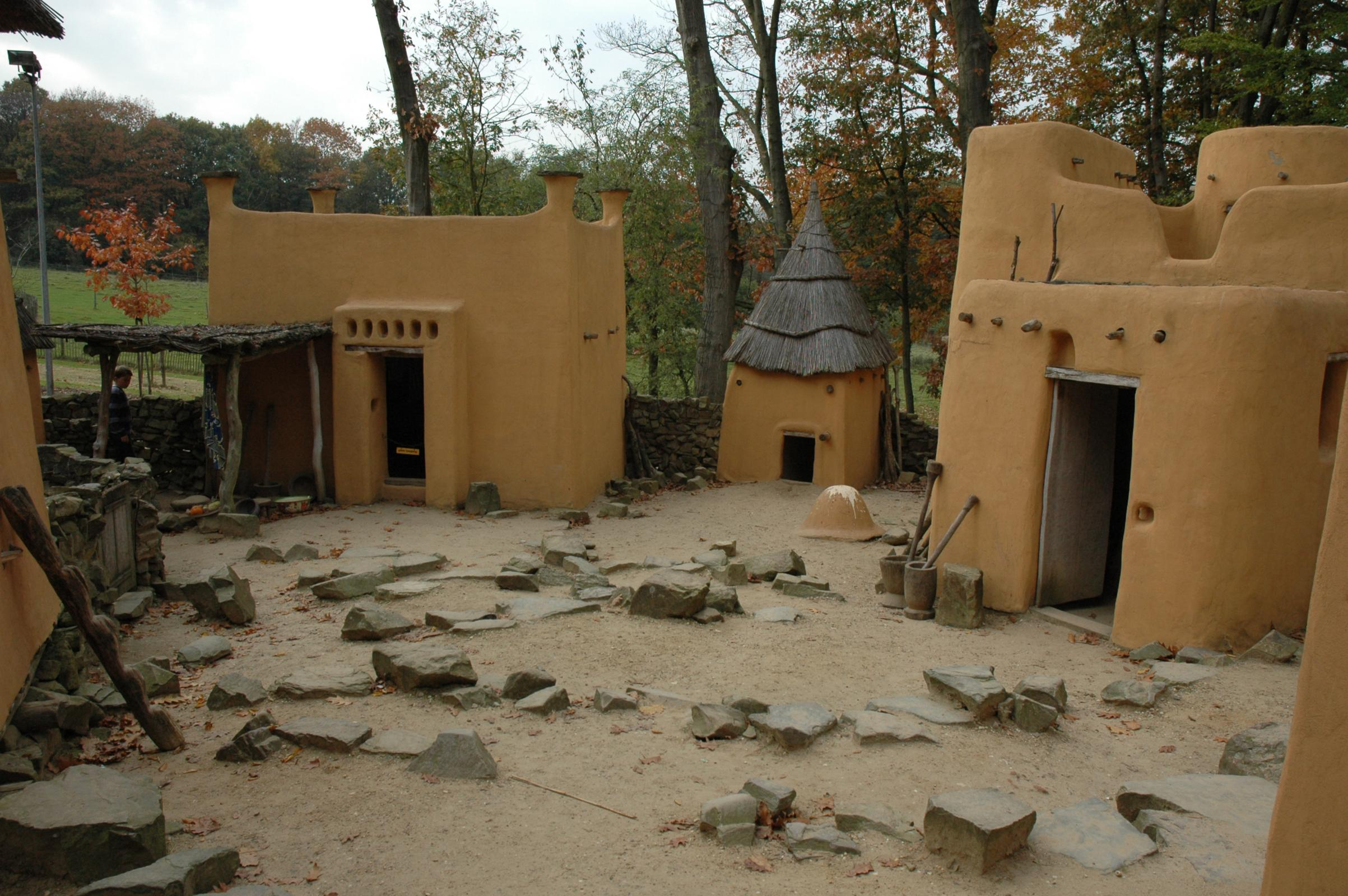
Afrika Museum.
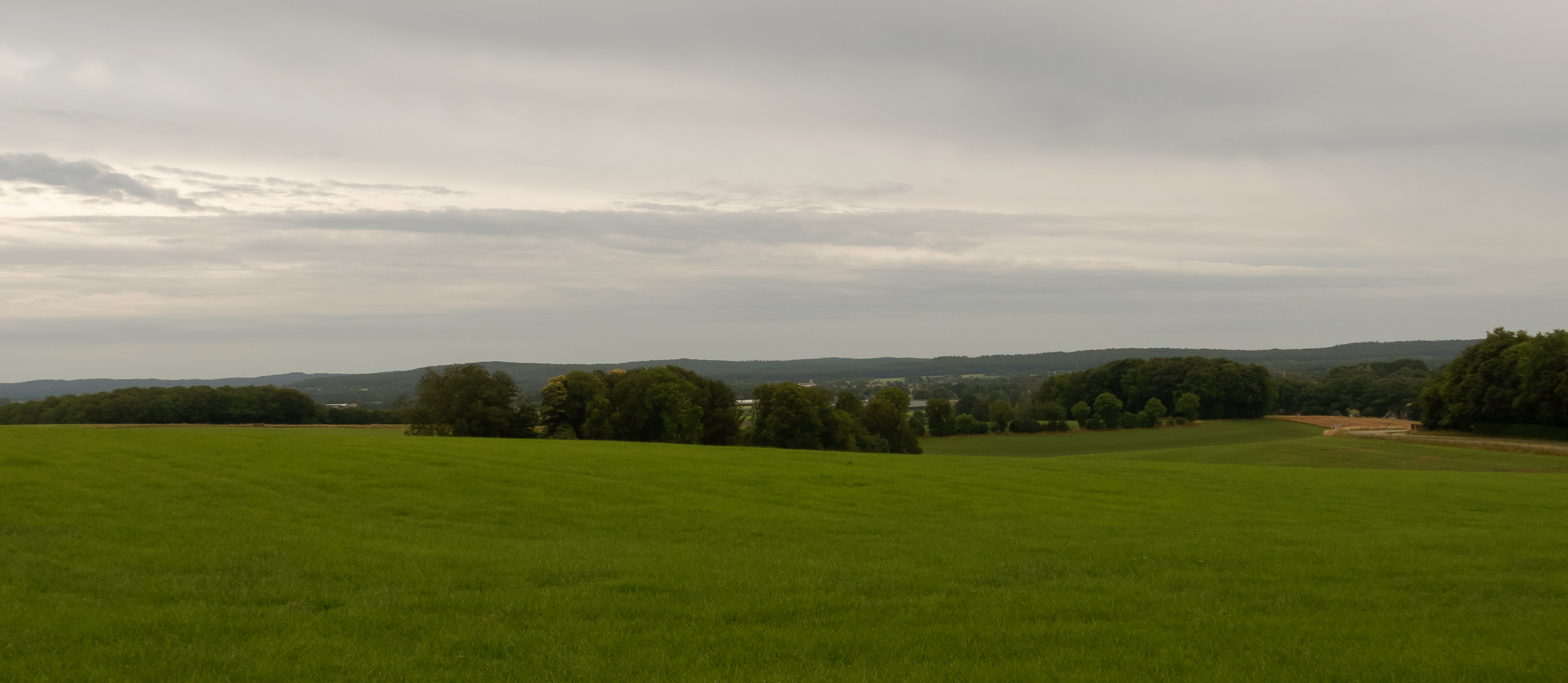
Panorama de la colline

- Site officiel
- Ressource relative à la musique :   - MusicBrainz
- Notice dans un dictionnaire ou une encyclopédie généraliste :   - Gran Enciclopèdia Catalana
- Notices d'autorité :   - VIAF
  - LCCN
  - GND
  - Israël
  - WorldCat